# Gran Torino
A Gran Torino 2008-ban bemutatott amerikai filmdráma, melynek rendezője és főszereplője Clint Eastwood. A további főbb szerepekben Christopher Carley, Bee Vang és Ahney Her látható. A 2004-es Millió dolláros bébi óta ez volt az első film, amelyben Eastwood szerepelt. A film a michigani Highland Parkban játszódik.
2008. december 12-én mutatták be az Amerikai Egyesült Államokban, és 2009. január 9-én a világ többi részén. Világszerte 274 millió dolláros bevételt hozott, ezáltal Eastwood második legtöbb bevételt hozó filmjének számít.

## Cselekmény
A film főszereplője Walt Kowalski, egy frissen megözvegyült háborús veterán, aki elszigetelte magát a családjától és dühös a világra. Walt szomszédját, Theo Vang Lor-t ráveszi az unokatestvére, hogy lopja el Walt 1972-es Ford Gran Torino-ját, hogy bekerülhessen egy utcai bandába. Walt azonban megakadályozza a lopást, és kapcsolatot épít ki a fiúval.

## Szereplők
| Színész            | Szerep          | Magyar hang          |
| ------------------ | --------------- | -------------------- |
| Clint Eastwood     | Walt Kowalski   | Reviczky Gábor       |
| Bee Vang           | Thao Vang Lor   | Molnár Levente       |
| Ahney Her          | Sue Lor         | Csifó Dorina         |
| Christopher Carley | Janovich atya   | Kovács Lehel         |
| Doua Moua          | Fong "Spider"   | Dolmány Attila       |
| Sonny Vue          | Smokie          | Szvetlov Balázs      |
| Brian Haley        | Mitch Kowalski  | Szabó Sipos Barnabás |
| Brian Howe         | Steve Kowalski  | Kerekes József       |
| Geraldine Hughes   | Karen Kowalski  | Hámori Eszter        |
| Dreama Walker      | Ashley Kowalski | Csuha Borbála        |
| John Carroll Lynch | Martin          | Haás Vander Péter    |
| Scott Eastwood     | Trey            | Varga Gábor          |

## Fogadtatás
A Rotten Tomatoes oldalán 81%-on áll a film, és 7 pontot ért el a maximális tízből. A Metacritic honlapján 72 pontot szerzett, 34 kritika alapján. A Port.hu oldalán 9.4 pontot szerzett, 1200 szavazat alapján.
A The New York Times Piszkos Harry-hez hasonlította Eastwood karakterét. A Los Angeles Times pozitívan értékelte, hogy Eastwood 78 évesen is remekül hozza az akcióhős figurát. Emily Moberg Robinson, a Voices of the Asian-American and Pacific Islander Experience: Volume 1 szerzője azt mondta, hogy a film pozitív kritikákban részesült az ázsiai amerikaiak ábrázolása miatt. Azonban negatív kritikákat is kapott az ázsiai-amerikai közönségtől a népük ábrázolása miatt.